# Mario Kuroba
Mario Kuroba (黒羽 麻璃央), né le 6 juillet 1993 dans la Préfecture de Miyagi au Japon, est un chanteur et acteur japonais notamment actif dans les comédies musicales.

## Carrière

### Scène
| Année              | Titre                                    | Rôle                       | Notes                                                                                  |
| ------------------ | ---------------------------------------- | -------------------------- | -------------------------------------------------------------------------------------- |
| 2012 / 2013 / 2014 | Tenimyu                                  | Eiji Kikumaru              |                                                                                        |
| 2015 / 2016 / 2017 | Touken Ranbu                             | Mikazuki Munechika         |                                                                                        |
| 2016 / 2017        | Kuroko's Basket                          | Ryota Kise                 |                                                                                        |
| 2019               | Roméo et Juliette                        | Mercutio                   | Captation éditée sous le titre de White Edition En alternance avec Sōichi Hirama       |
| 2021               | Roméo et Juliette                        | Roméo Montaigu             | Captation éditée sous le titre Black Edition 2021 En alternance avec Shōma Kai         |
| 2020 / 2022-2023   | Elisabeth                                | Luigi Lucheni              | Captation éditée sous le titre Yūta Furukawa version En alternance avec Ryūji Kamiyama |
| 2022               | The Lost Sheep                           | Inori Hiiragi              |                                                                                        |
| 2023 / 2024        | LUPIN: The Secret of Countess Cagliostro | Beaumagnan                 | Captation éditée sous le titre de Monocle Version En alternance avec Toshiki Tateishi  |
| 2025               | Shōwa Genroku rakugo shinjū              | Sukeroku Yūrakutei / Kyōji | D'après Le Rakugo ou la vie                                                            |

### Cinéma
| Année | Titre                                 | Rôle             | Notes        | Ref.   |
| ----- | ------------------------------------- | ---------------- | ------------ | ------ |
| 2018  | Lost in Ramen                         | Igarashi         |              | [ 1 ]  |
| 2019  | Go Away, Ultramarine                  | Nado             |              | [ 2 ]  |
| 2022  | Baseball Club Rhapsody                | Kimiyoshi Higaki |              | [ 3 ]  |
| 2022  | Sadako DX                             | Kanden / Takashi |              | [ 4 ]  |
| 2023  | Dependence                            | Shuichi Sonoda   | Premier rôle | [ 5 ]  |
| 2023  | Kumo to Saru no Kazoku                | Juzaburo         |              | [ 6 ]  |
| 2023  | Hard Days                             | Matsuda          |              | [ 7 ]  |
| 2024  | Love You as the World Ends: The Final | Yuya Kaji        |              | [ 8 ]  |
| 2024  | Renji Himuro                          | Masato Shinohara |              | [ 9 ]  |
| 2024  | Ghost Killer                          | Kagehara         |              | [ 10 ] |

### Télévision
| Année | Titre                 | Rôle           | Notes     | Ref.   |
| ----- | --------------------- | -------------- | --------- | ------ |
| 2019  | Coffee & Vanilla      | Takaaki Akutsu |           | [ 11 ] |
| 2023  | Trillion Game         | Hiroto         | Episode 3 | [ 12 ] |
| 2024  | How to Grill Our Love | Kenta Fukuyama |           |        |